# Balthasar (Gelehrtenfamilie)

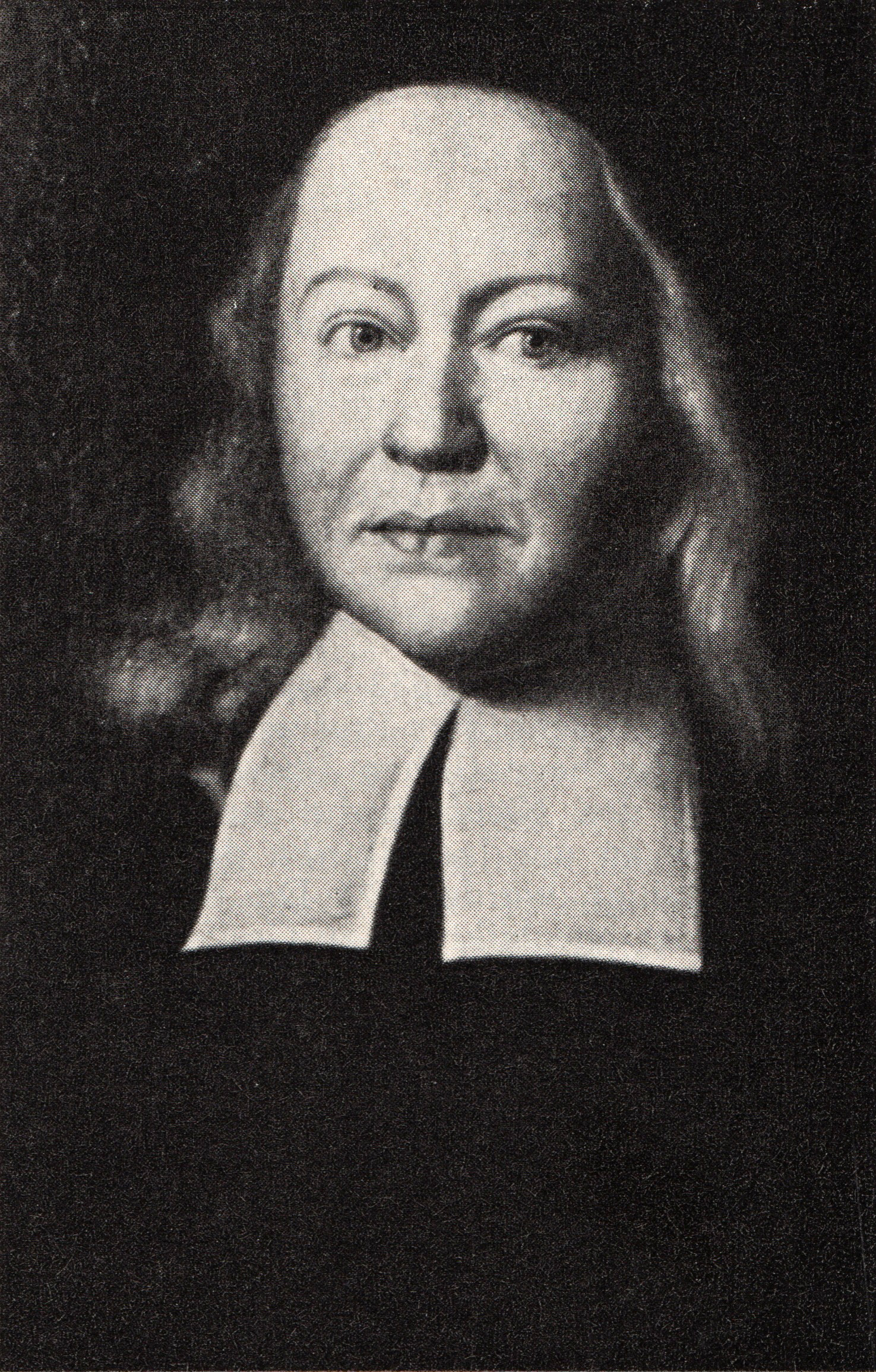
Jakob Balthasar (1594–1670)

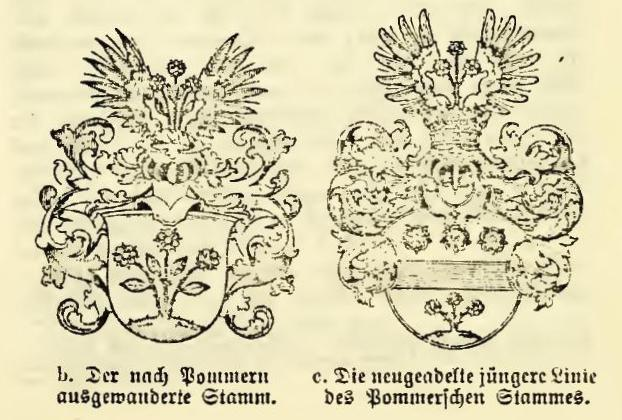

Die Balthasar sind ein in Vorpommern weit verzweigtes Geschlecht von Akademikern, das seit dem 17. Jahrhundert zahlreiche evangelische Pastoren, Juristen und Hochschullehrer hervorgebracht hat und für das anfangs die Stadt Anklam, danach die Stadt Greifswald einen wichtigen Lebensmittelpunkt bildete.
Ende des 16. Jahrhunderts ließ sich der aus Freienwalde stammende Jakob Balthasar († 1605 an der Pest) als Konrektor und Pastor in Anklam nieder. Von seinem Sohn Jakob (1594–1670) stammen die verschiedenen Linien des Geschlechtes ab.

## Familienmitglieder
- Jakob (1594–1670), Pastor in Anklam ⚭ Gertrud Burmeister
  - Jakob (1618–1691), Diakon in Greifswald ⚭ Ilsabe Schwartz (1612–1680), Ururenkelin des Greifswalder Bürgermeisters Peter Gruel
    - Augustin (1667–1732), Pastor in Gristow ⚭ Christiane Zarnickow
      - Bernhard Augustin (1700–1776), Pastor in Gristow
        - Christian Gabriel (1745–1819), Pastor in Neuenkirchen ⚭ Regina Marie Vahl (* 5. September 1746, † 1811), Tochter des Greifswalder Bürgermeisters Balzer Peter Vahl (1718–1792) und Christine Venthien (1723–1782)
          - Peter Augustin Christian (1774–1832), Gutspächter
            - Johanna Marie Sophie (1801–1844) ⚭ Ferdinand Meyer (1792–1872)
              - Minna Meyer (1823–1890) ⚭ Hermann Friedrich Benno von Lilienthal (1818–1859)
                - Hildegard von Lilienthal (1852–1884) ⚭ Emil Pflugradt (* 1852), Generalmajor

            - Christian Wilhelm Augustin (1805–1867), Gutsbesitzer auf Groß- und Klein-Miltzow ⚭ Bertha Mundt (1805–1888), Tochter des Demminer Superintendenten Wilhelm Mundt
              - Wilhelm Ludwig Augustin (1829–1866), Gutsbesitzer, Freimaurer ⚭ Caroline von Wolfradt (* 21. November 1831 in Schmatzin, † 1908)
                - Wilhelm Augustin Balthasar-Wolfradt (1864–1945), Ordensmeister der Großen Landesloge der Freimaurer von Deutschland

              - Robert (1830–1865), Leutnant der Landwehr ⚭ Anna Boldt (1837–1915)
                - Elise (1854–1924) ⚭ Hermann Ziemer, Gymnasialprofessor in Kolberg

              - Alexander (1834–1905)
                - Wilhelm Augustin (1866–1933) ⚭ Elisabeth Kloos (1876–1958), Tochter des Braunschweiger Professors Johan Herman Kloos

              - August Franz Emil (1836–1871), Premierleutnant
                - Wilhelm Augustin Adolf Benno (1865–1916), Oberst

              - Anna Pauline Auguste (1837–1904) ⚭ Richard von Heydebreck (1836–1910), Generalmajor
              - Paul Gotthelf Carl (1838–1911)
                - August Wilhelm Eduard (1872–1914)
                  - Wilhelm (1914–1941), Jagdflieger

          - Johann Gottfried Ernst (1780–1830), Gutspächter auf Schlatkow
            - Ernst (1812–1866) ⚭ Friederike Balthasar (1821–1898) s. u., Gutspächter auf Schlatkow
              - Emilie (1848–1913) ⚭ Louis Kriesche (* 1846), Geheimer Oberbaurat

            - Auguste (* 7. November 1813, † 20. Januar 1897) ⚭ Georg Piper (1804–1885), Pastor in Groß Tetzleben, befreundet mit Fritz Reuter
            - Mathilde (* 2. Februar 1823, † 28. Januar 1918) ⚭ Wilhelm Adam (1812–1853), Arzt in Treptow/Toll., befreundet mit Fritz Reuter
              - Karl Adam (1849–1916), niederdeutscher Autor

          - Johann Carl (1784–1853), Pastor in Neuenkirchen ⚭ Ida Johanna Dorothea Otto (1789–1826), Tochter von Dorothea Otto, geb. Hagenow
            - Bertha (1814–1890), stand in Verbindung mit Bernhard von Lepel und in langjährigem Briefwechsel mit dem Historiker Theodor Pyl[2]
            - Alwine (1820–1908), niederdeutsche Dichterin, ⚭ Ferdinand Wuthenow
              - Arthur Wuthenow (1844–1921), Pastor an der Matthäus-Kirche in Berlin-Steglitz
              - Max Ernst Theodor Wuthenow (* 26. November 1853, † 23. Juli 1942), Oberstaatsanwalt in Landsberg an der Warthe ⚭ Klara Anna Wilhelmine Schwill (* 7. Juli 1864, † 31. Dezember 1918)
                - Horst Ernst Ferdinand Wuthenow (* 30. Juli 1886, † 29. Mai 1942), ab 1920 Landrat im Landkreis Friedeberg Nm. ⚭ Gertrud Katharina Margarete Mierdendorff (* 20. November 1898, † 24. November 1979)
                  - Inge Klara Christa Wuthenow (* 14. Dezember 1925, † 9. August 2014)
                  - Gerd Wuthenow (* 1928)

            - Friederike (1821–1898) ⚭ Ernst Balthasar (1812–1866) s. o.
            - Sophie (1834–1918) ⚭ Johann Wilhelm Hanne (1813–1889), Theologie-Professor
            - Bernhard (1838–1873) ⚭ Mathilde Häckermann (1848–1898), siehe Schwarz (Patrizierfamilie)

      - Dorothea Ilsabe (* 1702) ⚭ Pastor Peter Vahl in Reinkenhagen bei Stralsund

  - Heinrich (1626?–1670), Ratsherr/Bürgermeister in Greifswald ⚭ Margaretha Hoyer
    - Jakob (1652–1706), Professor der Rechte in Greifswald ⚭ Anna Katharina (1669–1742), Tochter von Friedrich Gerdes
      - Jakob Heinrich (1690–1763), Generalsuperintendent
        - Philipp Jakob von (* 27. Februar 1726; † 29. Juli 1807), Pastor und Präpositus in Grimmen
          - Charlotte von (1773–1857) ⚭ von Tigerström, Urgroßmutter von Otto Lilienthal

        - Georg Friedrich von (* 17. März 1729; † 13. November 1761), Magister und Doktor der Philosophie in Greifswald

      - Georg Nikolaus von (1692–1753), schwedischer Offizier, zuletzt Kommandant von Greifswald
        - Philipp Christopher von (1724–1796), General-Leutnant ⚭ Marie Madeleine de Turckheim (1746–1823), Schwägerin von Lili Schoenemann
        - Jakob Wilhelm von († 1807), Offizier
          - Friedrich (August) von (1777–1811), Vize-Präsident der kgl. preuß. Regierung in Stettin

        - Johann Gustav von ⚭ Elisabeth von Lagerström, Enkelin des Kanzlers Magnus von Lagerström

      - Barbara Catharina (1697–1750) ⚭ Johann Abraham Mayer, Professor der Medizin in Greifswald
      - Martha Christina (1699–1768) ⚭ Abraham Droysen (1686–1759), Sohn des Greifswalder Bürgermeisters Martin Droysen (1648–1720)
      - Augustin von (1701–1786), Professor der Rechte in Greifswald
        - Anna Christina Ehrenfried von (1737–1808) ⚭ Johann Heinrich von Essen

      - Johann Gustav von (1704–1773), Landrat und Bürgermeister von Greifswald
        - Katharina Elisabeth ⚭ Johann Christoph Muhrbeck

    - Nicolaus (1655–1704), schwedischer Major ⚭ Catharina Hoyer, Tochter des Greifswalder Bürgermeisters Caspar Hoyer
      - Niclas Heinrich Balthasar († 1740)
        - Tochter ⚭ Christian Friedrich Reinke
          - Sophia Reinke ⚭ Johann Jacob Finelius, Kantor in Greifswald
            - Johann Christian Friedrich Finelius, theol. Professor in Greifswald

  - Augustin (1632–1688), Generalsuperintendent von Schwedisch-Pommern ⚭ Anna Hagemeister (1648–1700), Enkelin von Heinrich Hagemeister
    - Jacob Balthasar († 1735), schwedischer Oberstleutnant
      - August Wolfgang von Balthasar, schwedischer General
        - Jacobina Augusta von Balthasar ⚭ Hans Reinholdt von Franken

  - Catharina († 1689) ⚭ Franz Budde (1634–1706), Pastor an der Marienkirche in Anklam
    - Johann Franz Buddeus (1667–1729), theol. Professor in Jena
      - Karl Franz Buddeus (1695–1753), Vizekanzler in Gotha
        - Charlotte Eleonore Hedwig Buddeus (1727–1794) ⚭ Heinrich Blumenbach (1709–1787)
          - Johann Friedrich Blumenbach (1752–1840)
            - Georg Heinrich Wilhelm Blumenbach (1780–1855)

      - Charlotte Catharina Buddeus († 1766) ⚭ Johann Georg Walch, theol. Professor in Jena
        - Johann Ernst Immanuel Walch (1725–1778), Professor in Jena
        - Christian Wilhelm Franz Walch (1726–1784), theol. Professor in Göttingen
        - Karl Friedrich Walch (1734–1799), Juraprofessor in Jena
          - Karl Wilhelm Walch (1776–1853) ⚭ Wilhelmine Herzlieb

## Porträts

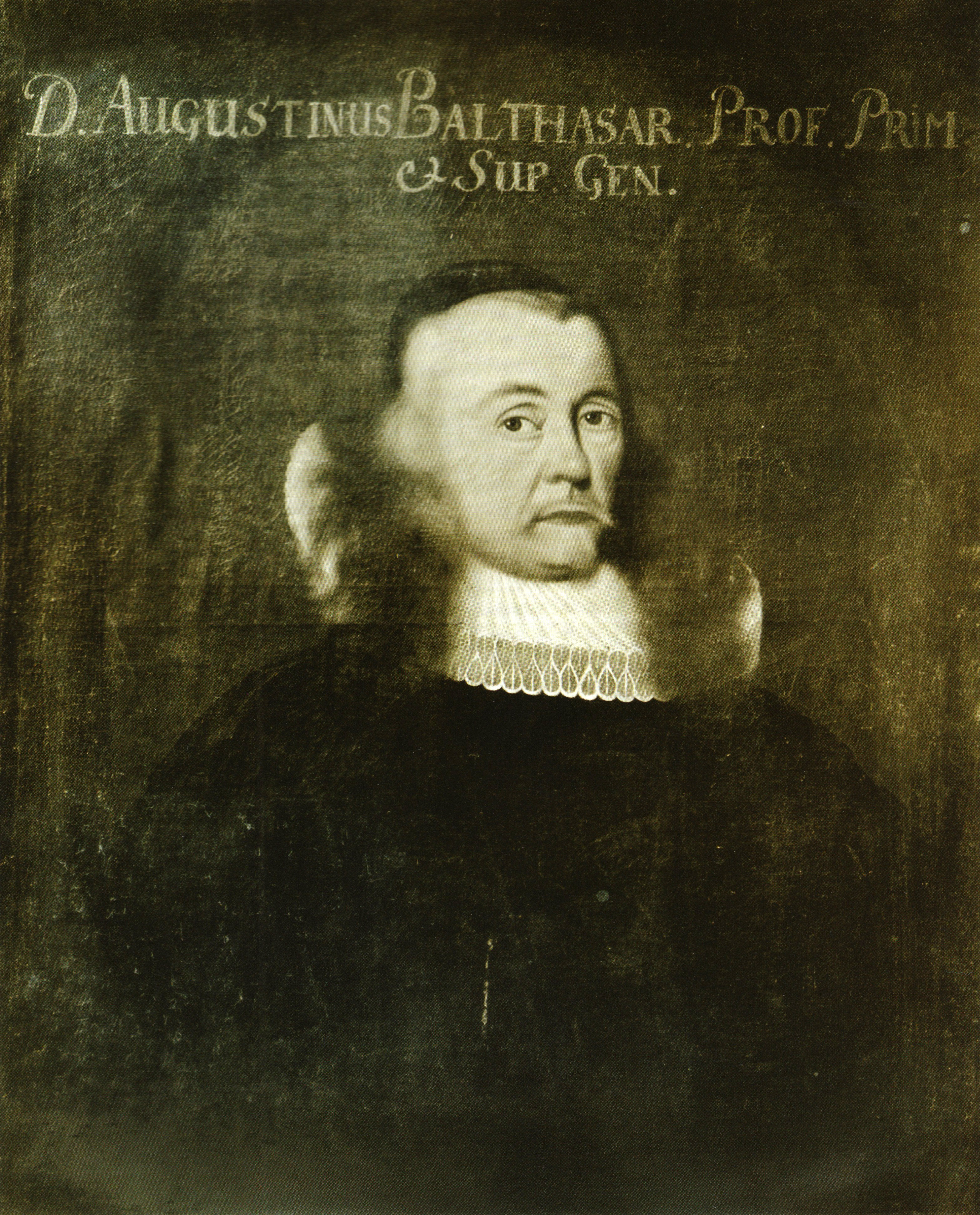
Augustinus Balthasar (1632–1688)
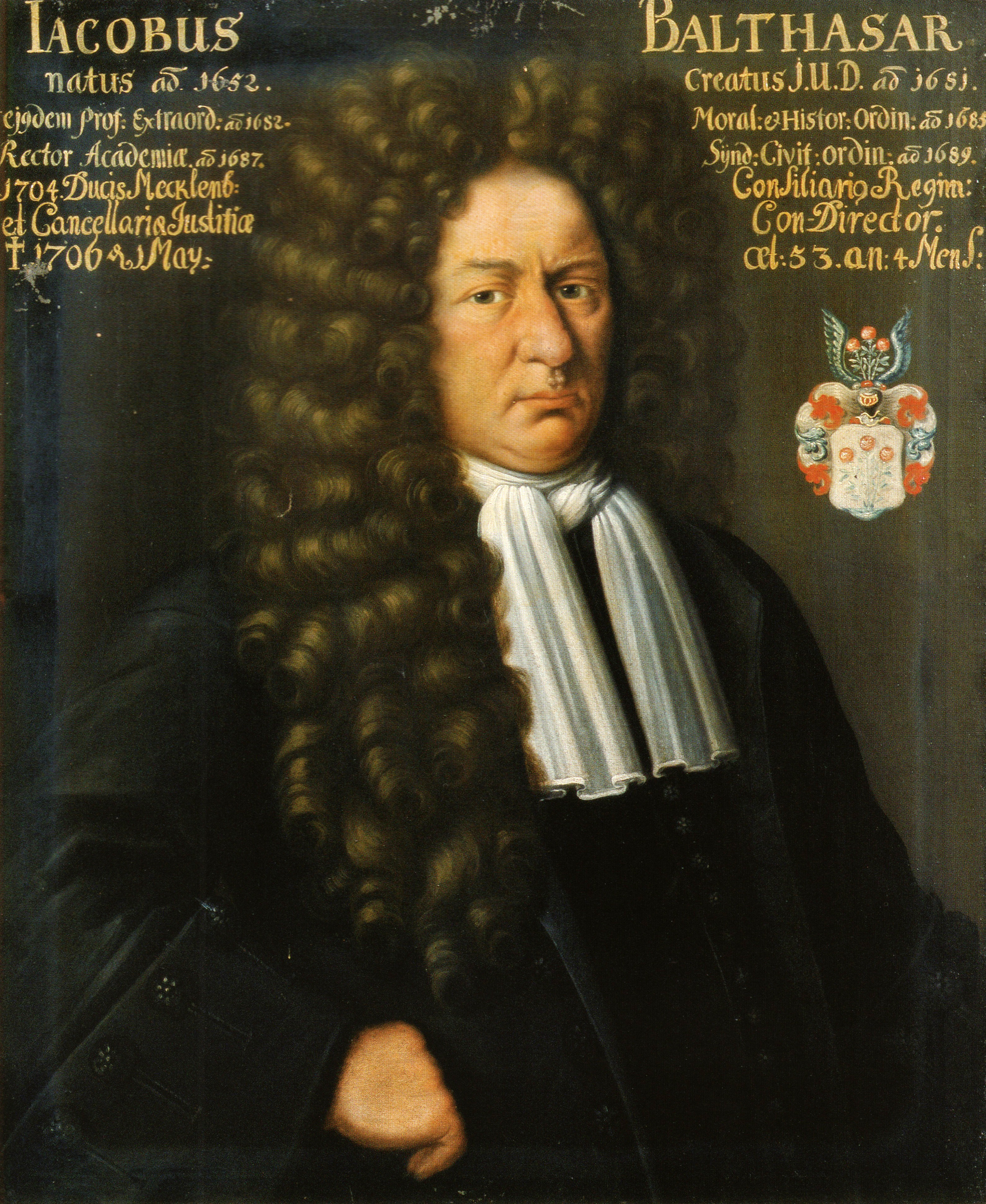
Jakob Balthasar (1652–1706)
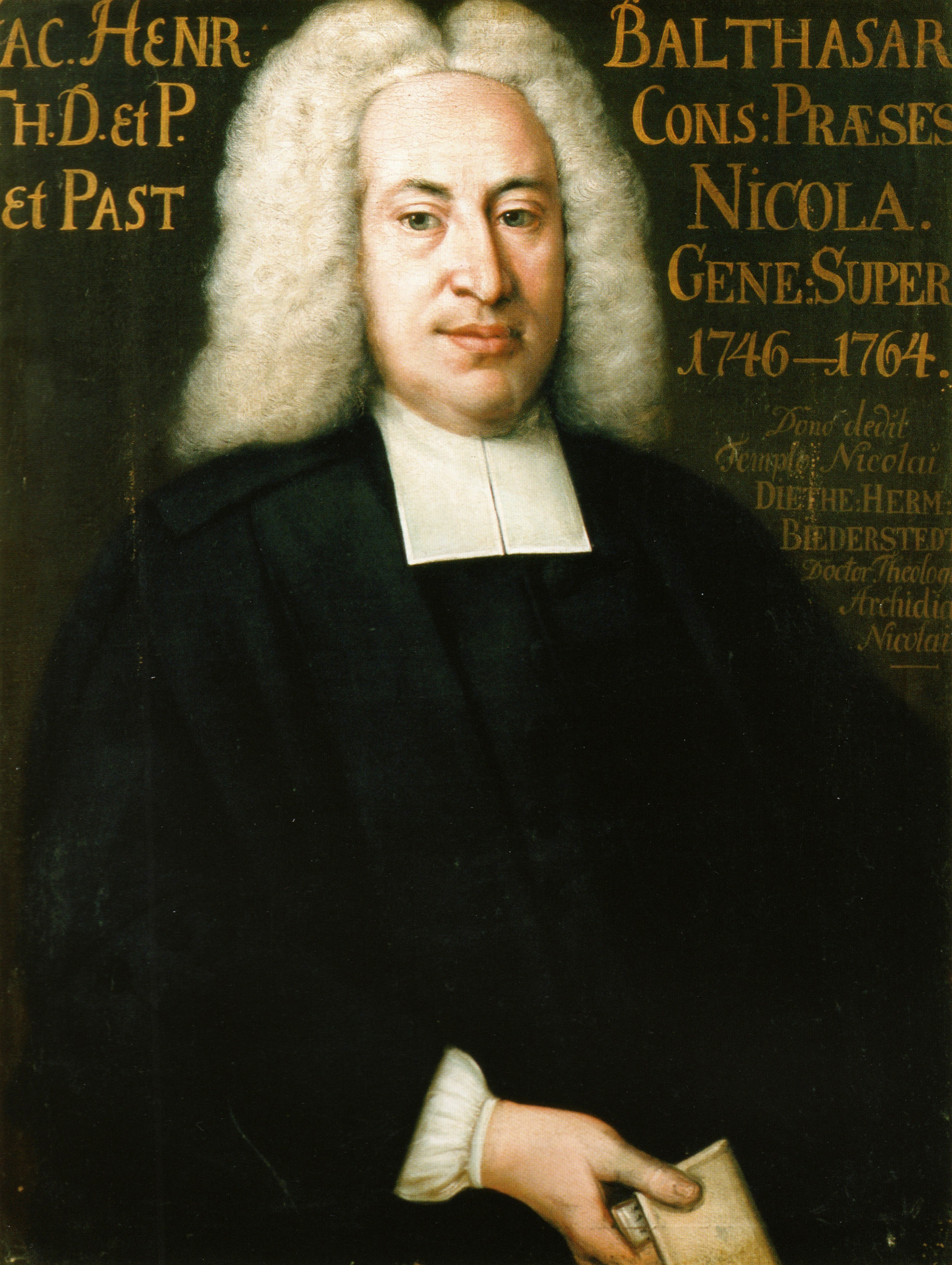
Jakob Heinrich Balthasar (1690–1763)
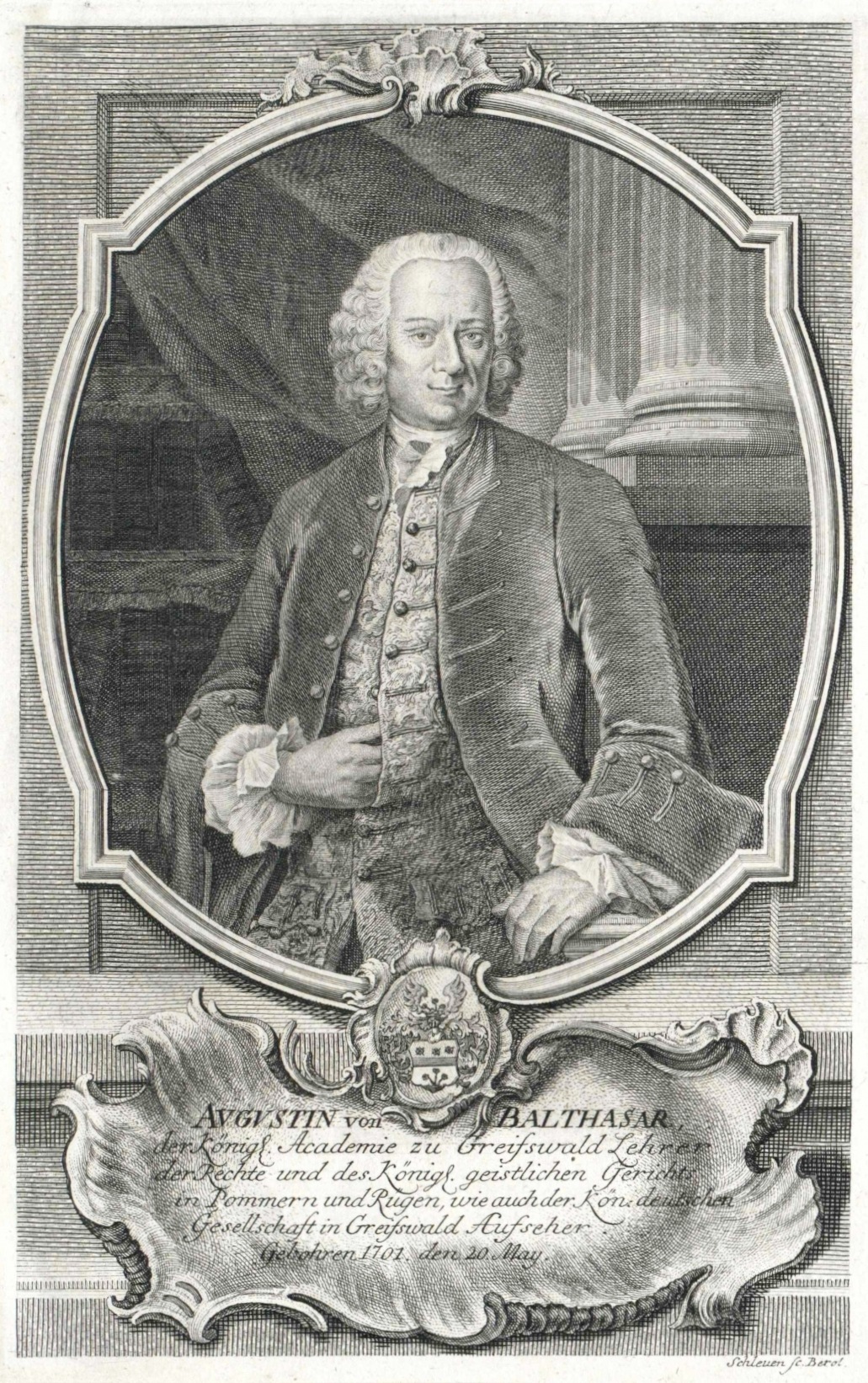
Augustin von Balthasar (1701–1786)
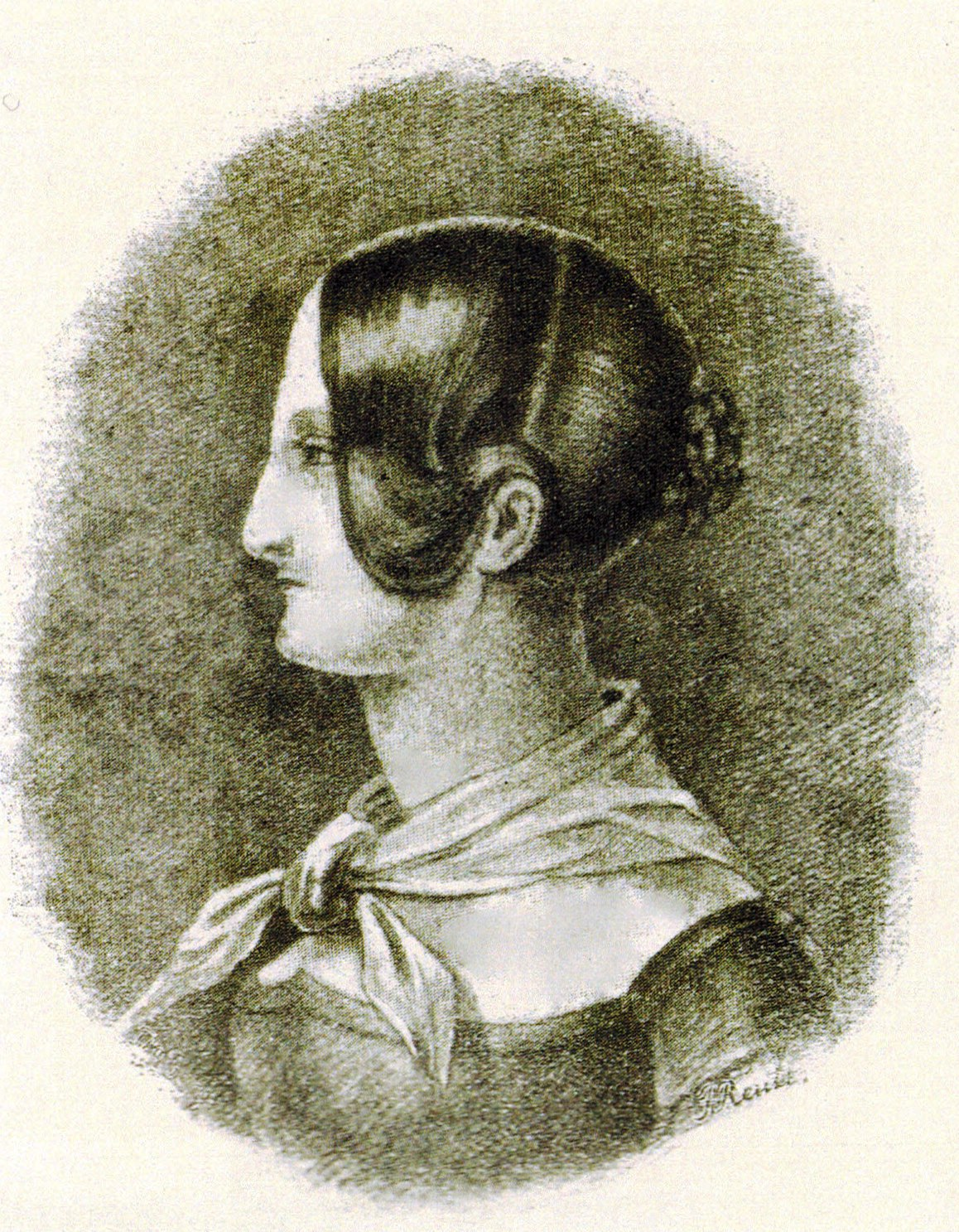
Mathilde Adam, geb. Balthasar (1823–1918)